# 清川江
清川江（せいせんこう、チョンチョンガン）は朝鮮民主主義人民共和国の慈江道の狼林山脈に水源を持ち、平安北道・平安南道境を経て黄海に流れ出る河川。河口付近には新安州（安州市）の町がある。
全長は217km、流域面積は9553km2。豊富な水量により、25万6000kwの電力を供給することができる。河口南側の平安南道文徳郡西部一帯は渡り鳥の保護区として、2018年にラムサール条約登録地となった。
朝鮮半島の三国時代には薩水と呼ばれ、612年に隋の高句麗遠征で高句麗の将軍乙支文徳がこの川の畔で隋の大遠征軍を撃退した、いわゆる「薩水大捷」の舞台である。